# Scolodesmus septentrionalis
Scolodesmus septentrionalis är en mångfotingart som beskrevs av Hoffman 1967. Scolodesmus septentrionalis ingår i släktet Scolodesmus och familjen orangeridubbelfotingar. Inga underarter finns listade i Catalogue of Life.